# (541097) 2018 RU9
(541097) 2018 RU9 es un asteroide perteneciente al cinturón de asteroides descubierto el 12 de septiembre de 2004 por el equipo del Lincoln Near-Earth Asteroid Research desde el Laboratorio Lincoln, Socorro, Nuevo México, Estados Unidos.

## Designación y nombre
Designado provisionalmente como 2018 RU9.

## Características orbitales
2018 RU9 está situado a una distancia media del Sol de 2,309 ua, pudiendo alejarse hasta 2,599 ua y acercarse hasta 2,019 ua. Su excentricidad es 0,125 y la inclinación orbital 7,495 grados. Emplea 1282,27 días en completar una órbita alrededor del Sol.

## Características físicas
La magnitud absoluta de 2018 RU9 es 17,5. 